# Clemens Jehle
Clemens Jehle (16 de agosto de 1958) es un deportista suizo que compitió en judo. Ganó dos medallas en el Campeonato Europeo de Judo en los años 1986 y 1987.
Participó en dos Juegos Olímpicos de Verano en los años 1984 y 1988, su mejor actuación fue un undécimo puesto logrado en Los Ángeles 1984 en la categoría abierta.

## Palmarés internacional
| Campeonato Europeo | Campeonato Europeo    | Campeonato Europeo | Campeonato Europeo |
| Año                | Lugar                 | Medalla            | Categoría          |
| ------------------ | --------------------- | ------------------ | ------------------ |
| 1986               | Belgrado (Yugoslavia) | Medalla de bronce  | +95 kg             |
| 1987               | París (Francia)       | Medalla de plata   | +95 kg             |